# Fischtalpark

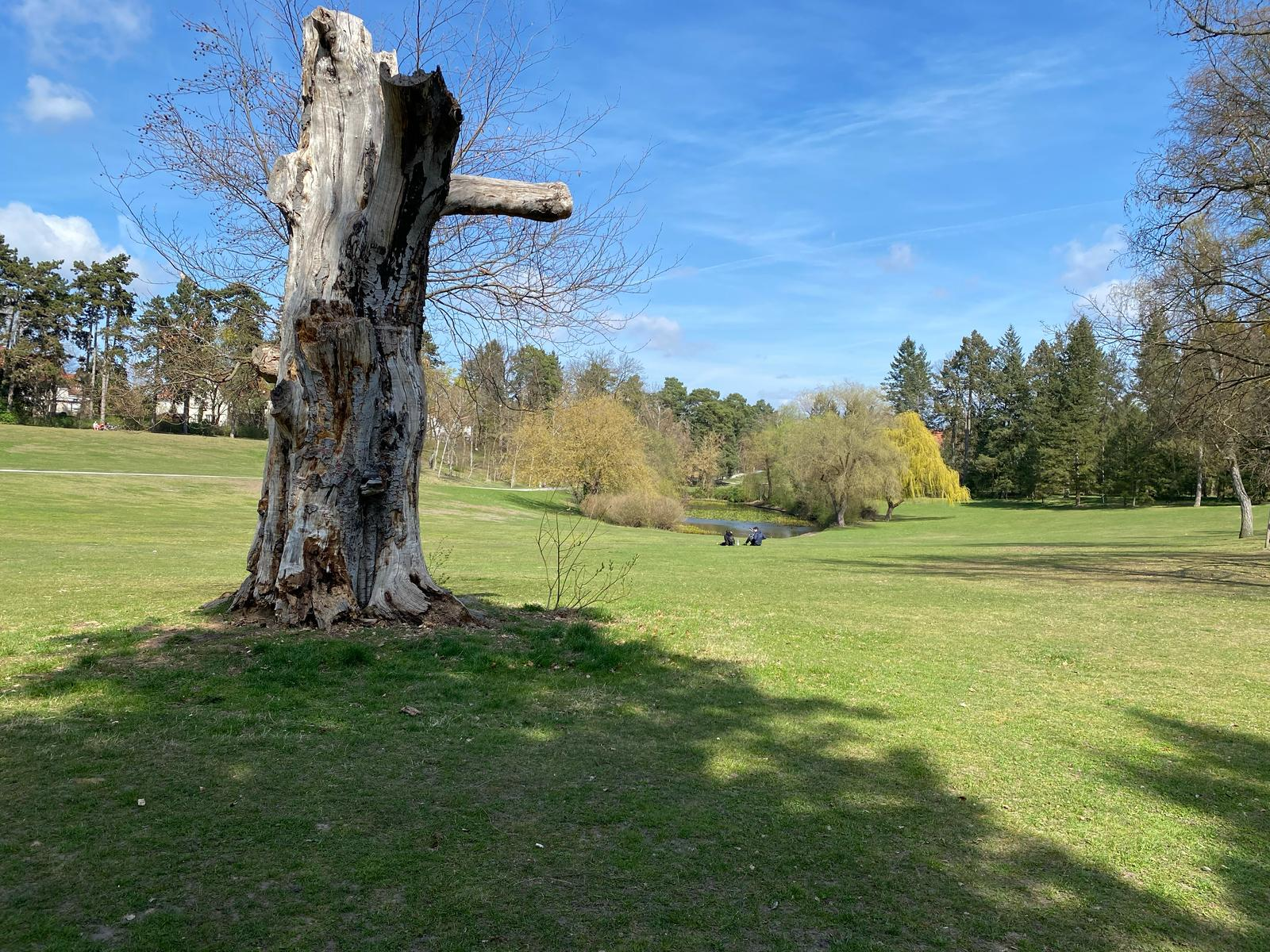
Liegewiese und Viehtränke

Der Fischtalpark ist eine 9,2 Hektar große öffentliche Parkanlage im Berliner Ortsteil Zehlendorf, die sich von der Ecke Waltraudstraße/Wilskistraße im Norden in südwestlicher Richtung bis zur Onkel-Tom-Straße, auf Höhe des Ernst-Reuter-Sportfeldes, erstreckt. Etwa auf der Hälfte wird das Gelände von der Riemeisterstraße durchschnitten. Der westliche Teil wird in ganzer Länge von der Straße Am Fischtal begrenzt, der östliche teilweise durch Irmgard- und Sophie-Charlotte-Straße.

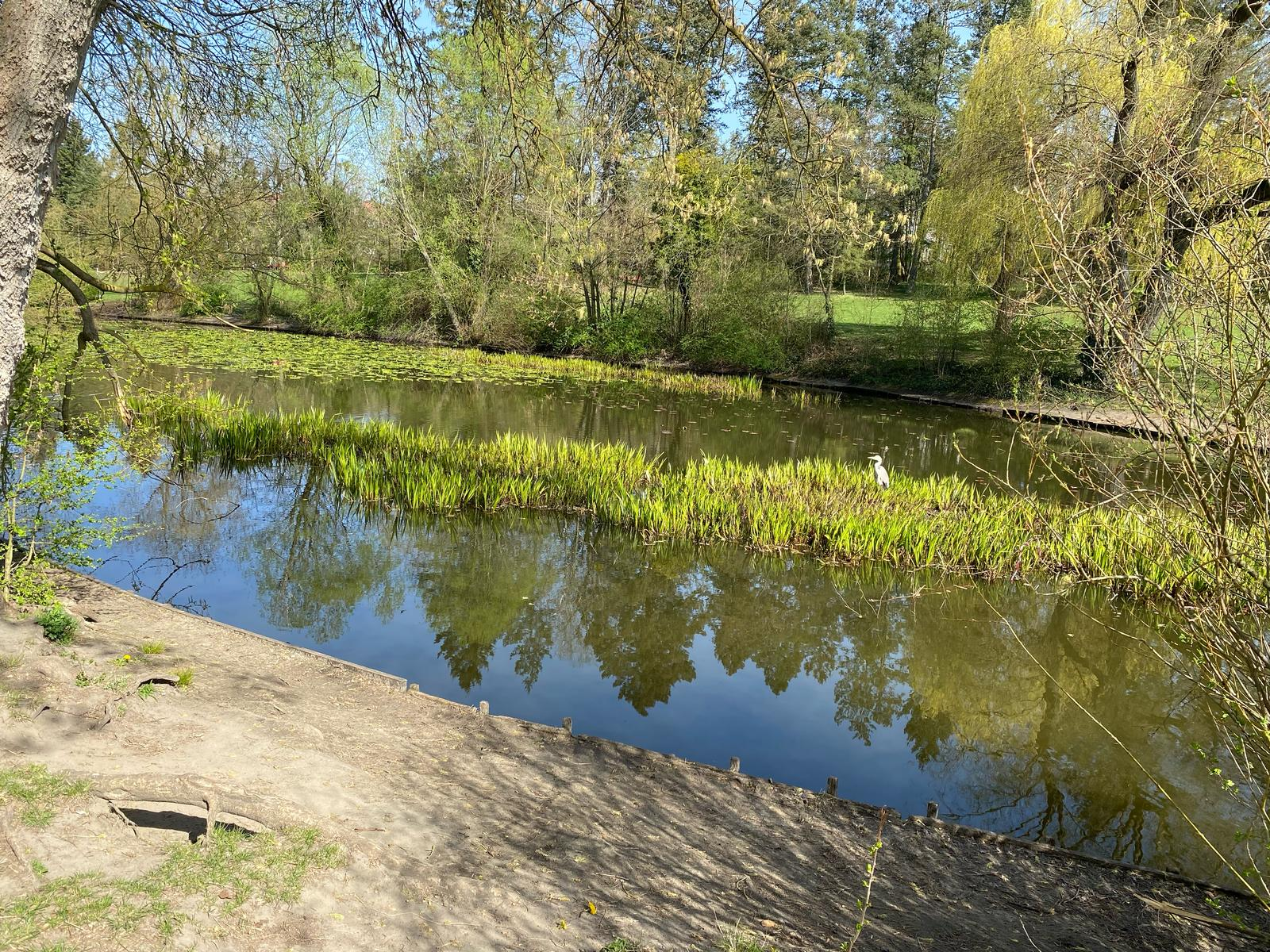
Viehtränke

Beim Fischtalpark handelt es sich um eine eiszeitliche Rinne, die früher von Wäldern umgeben war und den Bauern als Viehweide diente. Es ist anzunehmen, dass der Name aus einer Abschleifung des Wortes „Viechtal“ entstanden ist. Da der Boden sich nicht zur Bebauung eignete, gab es bereits 1912 erste Pläne zur Gestaltung eines Parks durch den Zehlendorfer Gartenbaudirektor Emil Schubert (1868–1925). Planungsansatz war der Erhalt des natürlichen Landschaftscharakters, Vorbild die märkische Landschaft. Der Erste Weltkrieg verhinderte im Weiteren die Umsetzung, erst ab 1919 wurden die Arbeiten aufgenommen. Dabei diente zunächst die Baumbepflanzung als Arbeitsbeschaffungsmaßnahme innerhalb der Berliner Notstandsprogramme. Nach dem Tod Schuberts war der Gartenamtsleiter Max Dietrich federführend mit der Ausführung betraut, der das Gestaltungskonzept im Sinne seines Vorgängers weiterführte. Die Fertigstellung des Parks erfolgte 1929.

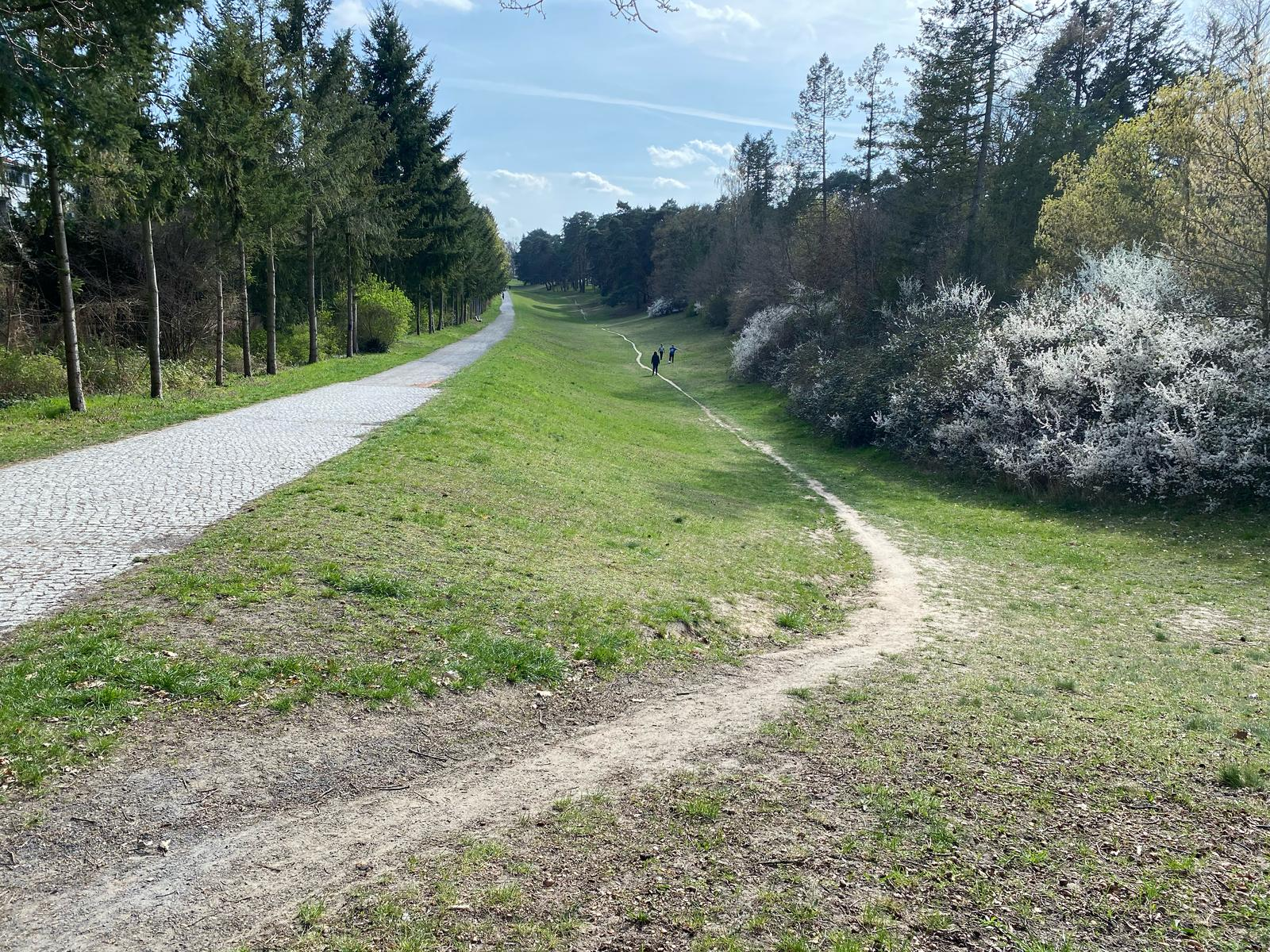
Blick von der Waltraudstraße

Der Park wird vor allem im nördlichen Teil von Birken und Kiefern gesäumt, weiter findet man Roteichen und Douglasien. Südlich der Riemeisterstraße breitet er sich birnenförmig aus. Hier befindet sich die frühere Viehtränke, die bei der Anlage des Geländes vergrößert wurde und heute als Fischtalteich von Schilf und Ufergehölzen gesäumt wird. Am südöstlichen Ende liegt eine Schutzhütte, ein Stückchen daneben ein Spielplatz. Diesem gegenüber bietet der Fischtalpark an seinem höchsten Punkt die Möglichkeit zum Rodeln. Ein weiterer Spielplatz befindet sich am nördlichen Beginn des Parks an der Waltraudstraße. 
Anwohner organisierten seit Beginn der 1930er-Jahre die sogenannten „Fischtal-Feste“, bei denen geschmückte Pferdefuhrwerke durch die Straßen fuhren. Das letzte Fest wurde 2012 gefeiert.
Der Fischtalpark ist ein eingetragenes Gartendenkmal. 

## Weitere Impressionen

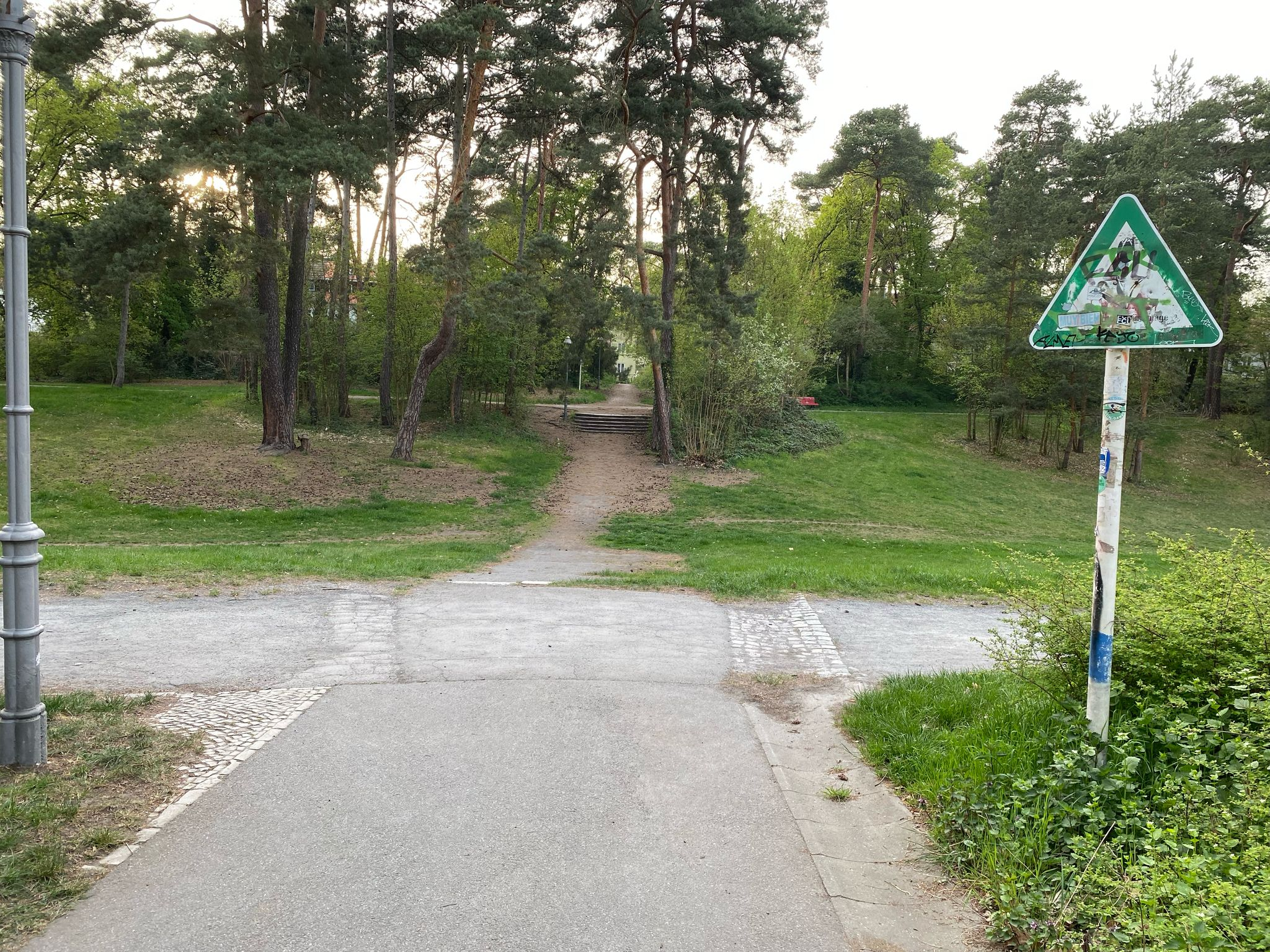
Blick von der Biesalskistraße zur Straße Am Fischtal
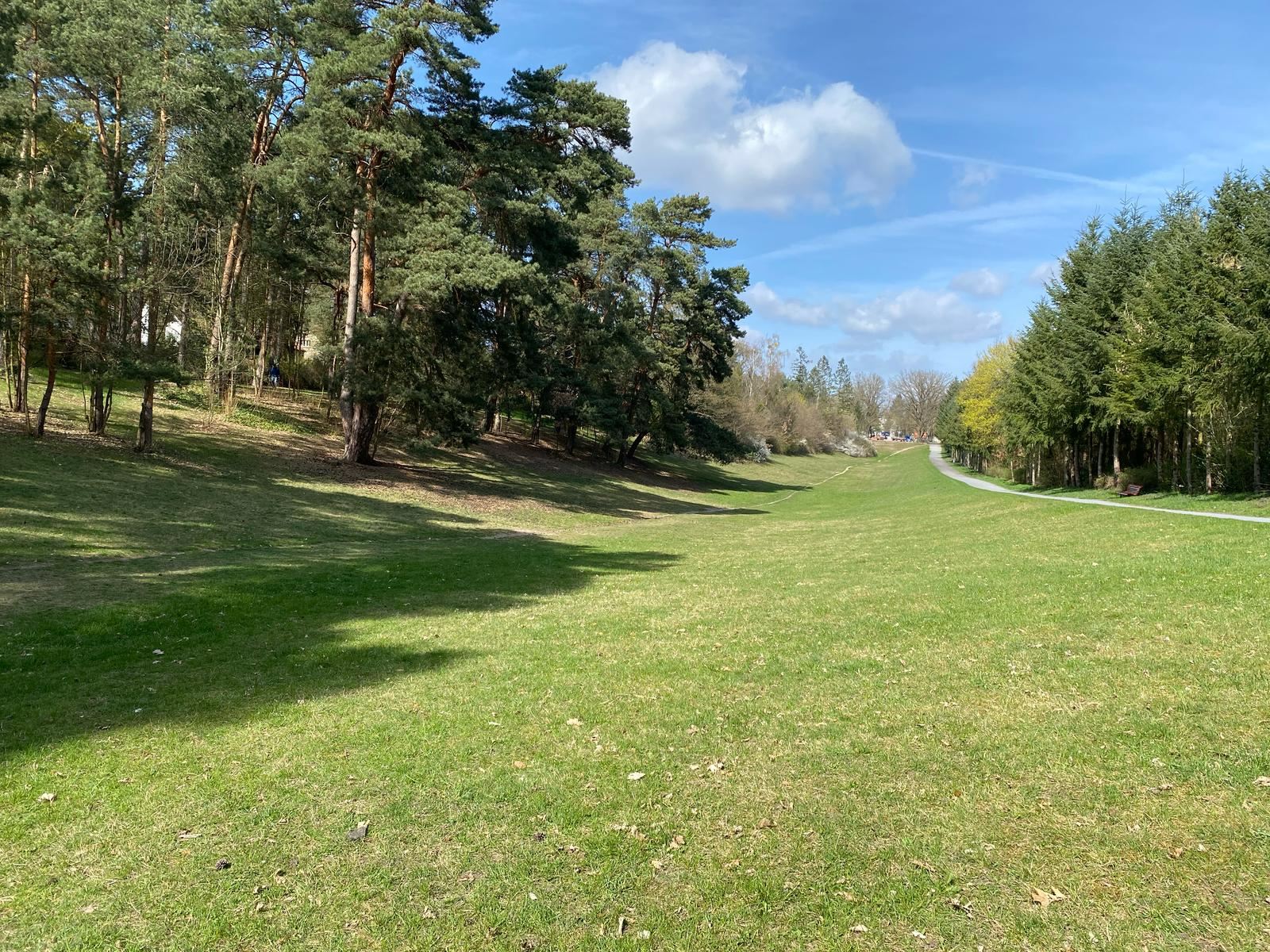
Nördlicher Teil aus Richtung Riemeisterstraße
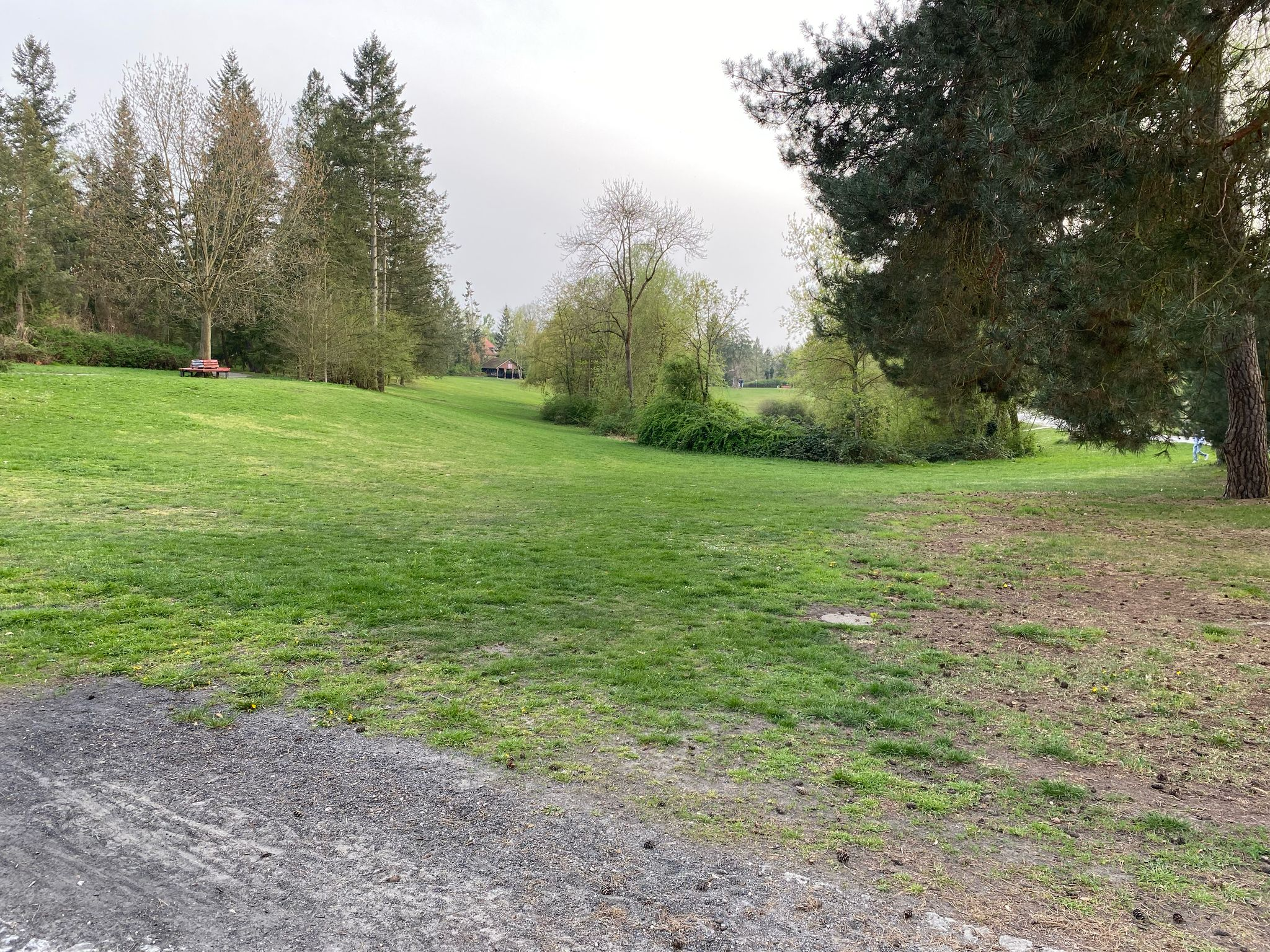
Südlicher Teil mit Schutzhütte im Hintergrund
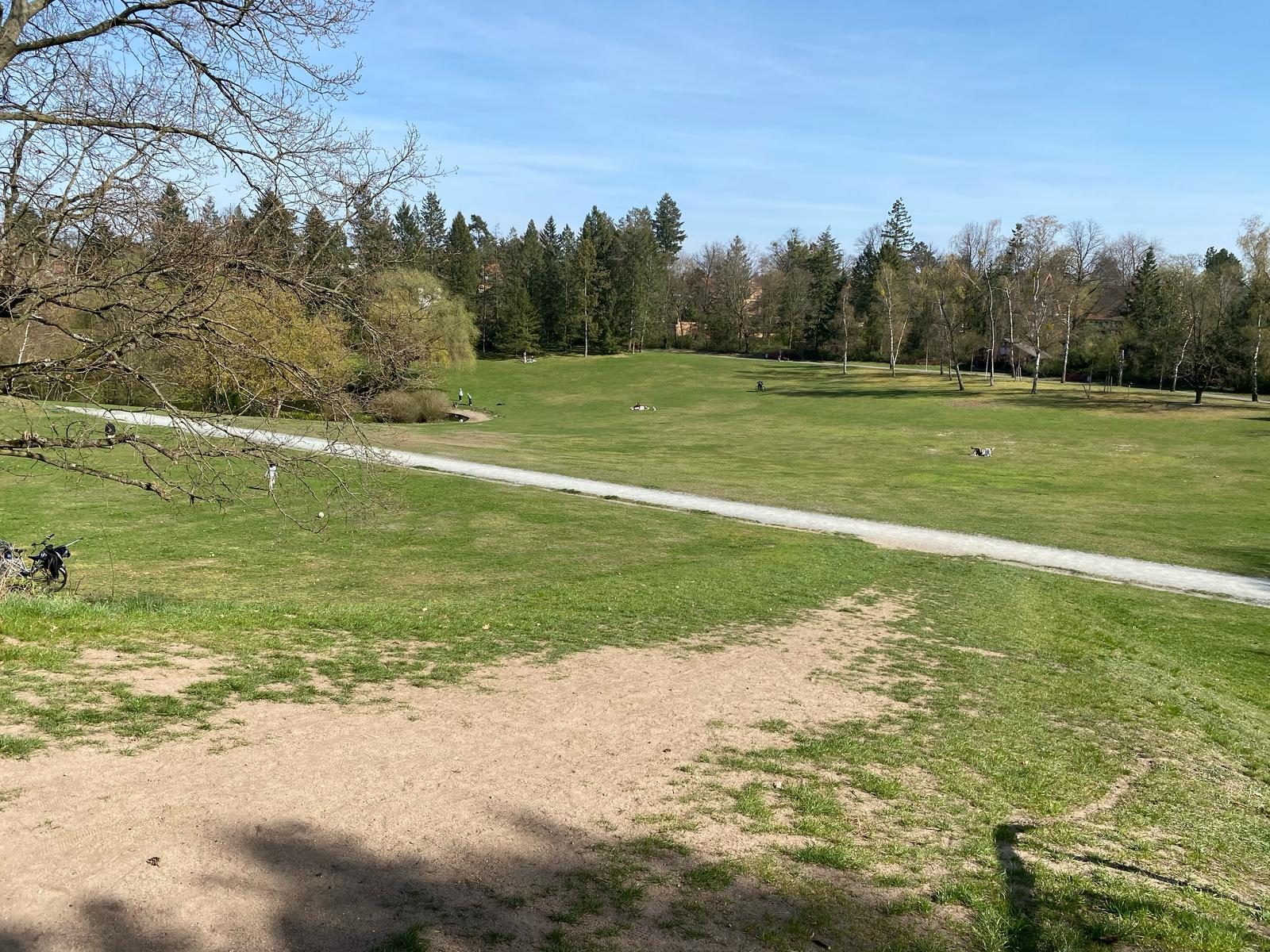
Rodelhang
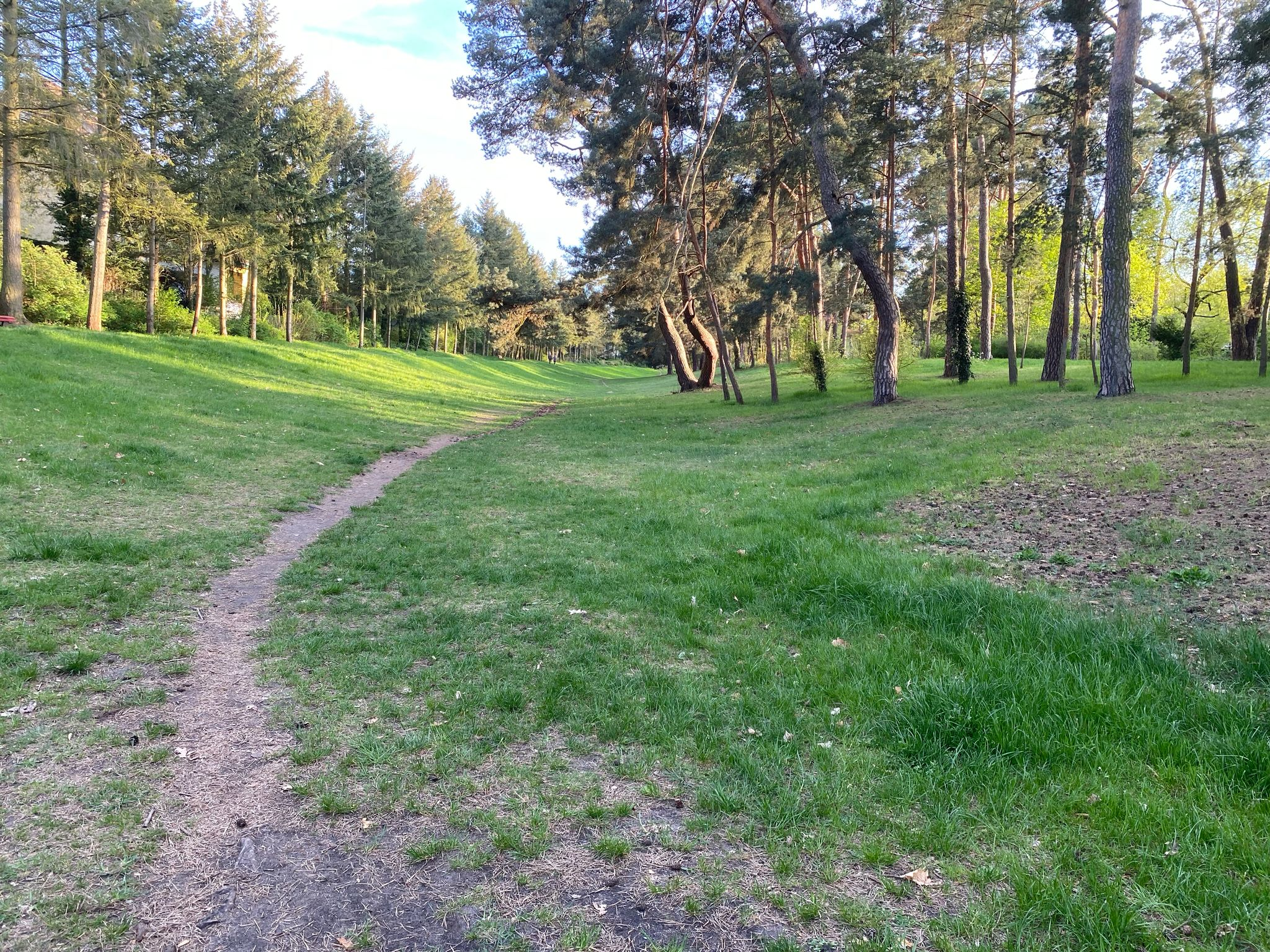
In der Rinne